# Бужинский, Игорь Михайлович
Игорь Михайлович Бужи́нский (1914—1996) — советский и российский учёный, организатор производства оптического стекла, доктор технических наук (1979), многолетний руководитель СКТБ ЛЗОС (Лыткаринского завода оптического стекла).

## Происхождение
Родился 11 (24 февраля) 1914 года в Харькове (ныне Украина). О родителях Игоря Михайловича Бужинского известно немногое. Отец, Михаил Поликарпович Бужинский, после окончания Харьковского политехнического института работал инженером по строительству, затем инженером на железнодорожном транспорте в должности начальника путевой части, после гражданской войны был обвинён в пособничестве врагам советской власти за то, что участок железной дороги в исправном состоянии перешел из рук «красных» в руки «белых», отец отсидел два года в тюрьме, был освобождён по амнистии. Мать, Дарья Власьевна Бужинская, состояла студенткой на Высших женских курсах в Москве и до четвёртого класса занималась с сыном домашним образованием по чтению, естествознанию, математике, физике, истории, философии в соответствии с учебными программами высших курсов. Классное начальное образование получил с 5-го класса, окончил семилетнюю среднюю школу и поступил на вечернее отделение в Харьковский механический техникум.

## Образование
С 1930 года обучался в Харьковском механическом техникуме на вечернем отделении. В 30-е годы на вечерних отделениях техникумов преподавала университетская профессура. Благодаря профессорскому составу преподавателей вечернего отделения Игорь Михайлович Бужинский получил прекрасное среднее профессионально-техническое образование, которое в последующем позволило ему пройти трудовой путь от техника до главного технолога оптического стекловарения и руководителя конструкторского-технологического бюро.

## Изюмский завод оптического стекла
После окончания Харьковского механического техникума в 1933 году был направлен на Изюмский завод оптического стекла, на заводе работал техником в цехе оптического стекловарения.

### Изучение и передача опыта оптического стекловарения
В 1930 году на Изюмском заводе оптического стекла открывается научно-исследовательская лаборатория Государственного оптического института по изучению и передаче положительного опыта в оптическом стекловарении, с целью изучить технологию оптического стекловарения на примерах варок оптического стекла, которые проводил профессор Харьковского политехнического института химик-технолог Жуковский Григорий Юльевич на Изюмском заводе оптического стекла.
В город Изюм направляется научно-исследовательская «секция»: Дёмкина Лидия Ивановна, Раутиан Глеб Николаевич, Варгин Владимир Владимирович, Фридлянд Роза Марковна, Рыскин Яков Исакович, Гаврилов Дмитрий Васильевич, Боровик Григорий Яковлевич, которые вместе с другими сотрудниками ГОИ и Бужинским Игорем Михайловичем, Баниной Людмилой Петровной проводят изучение опыта варки оптического стекла. Сотрудники Дёмкиной Лидии Ивановны исследовали оптические свойства стекла в зависимости от химического состава, разработали новые марки и режимы варки стекла. Лабораторные научно-исследовательские работы Дёмкиной Л. И. позволили избежать опытного подбора химических веществ при варке оптического стекла с требуемыми свойствами.
В период 1930-х годов Г. Ю. Жуковский работает на заводе главным технологом по стекловарению, И. М. Бужинский — начальником цеха оптического стекловарения, Л. И. Дёмкина — начальником научно-исследовательской лаборатории, в дальнейшем Л. И. Дёмкина назначается главным технологом по стекловарению взамен Г. Ю. Жуковского, а И. М. Бужинский становится главным технологом по стекловарению взамен Л. И. Дёмкиной.

 Весной 1937 года Дёмкина Лидия Ивановна поехала в город Харьков, чтобы пригласить молодых специалистов Харьковского политехнического института. Ей удалось получить согласие только двух. В следующем году ей удалось добиться согласия 10 человек. Все прочно связали свою судьбу с оптическим стекловарением в городе Изюме — Дёмкина Л.И. МОЯ НАУЧНАЯ ДЕЯТЕЛЬНОСТЬ/под ред. Раутиан Т.Г. — Интернет издание Семейная Мозаика
Ленинградской «секцией» на заводе была проведены большая исследовательская работа, позволившая добиться высокого качества оптического стекла. За особые заслуги в организации производства сотрудники ГОИ директор Рождественский Дмитрий Сергеевич[уточнить] был зачислен в «золотой фонд» завода оптического стекла в Ленинграде, Лен-ЗОС, в последующем Ленинградский завод оптического стекла был переведён в ГОИ на опытное стекловаренное производство, на котором проводились опытные варки с последующим освоением промышленного производства оптического стекла в городе Изюме. В период 30-х годов объёмы производства оптического стекла позволили прекратить импорт оптических заготовок и перейти на поставки в военной промышленности оптических стекол с Изюмского завода оптического стекла.

 В 1939 году, несмотря на большую работу по изучению и передаче опыта оптического стекловарения на примерах варок оптического стекла, которые проводил профессор Харьковского Политехнического Института химик-технолог Жуковский Григорий Юльевич на Изюмском заводе оптического стекла, освоение технологии оптического стекловарения и проведенную технологическую подготовку производства, которая способствовала становлению оптического стекловарения в крупном промышленном масштабе производства, организацию квалифицированного кадрового состава инженеров, технологов, лаборантов, шихтовщиков, стекловаров, и других рабочих коллективов, Дёмкина Лидия Ивановна вспоминает: «Нам все ещё не доверяли и с переездом в город Ленинград многие из нас не смогли вернуться в ГОИ.»

Директор института Д. C. Рождественский и начальник вычислительного отдела института А. И. Тудоровский рекомендовали Дёмкиной Лидии Ивановне и Раутиан Глебу Николаевичу устроится на работу во Всесоюзный научно-исследовательский институт метрологии, в Палату мер и весов имени Д. И. Менделеева в городе Ленинград. — Дёмкина Л.И. МОЯ НАУЧНАЯ ДЕЯТЕЛЬНОСТЬ/под ред. Раутиан Т.Г. — Интернет-издание Семейная Мозаика

 В период 1933—1937 годов Бужинским И. М. и Дёмкиной Л. И. было проведено более 1000 варок оптических стекол. В 1940 году освоено стекловарение в производстве 71 марка цветного оптического стекла. В 1939 году в возрасте 25 лет за эту работу Игорь Михайлович Бужинский награждён орденом «Знак Почета». — Казанцева М.Н. Почетный гражданин города Лыткарино — Лыткарино: Лыткаринский историко-краеведческий музей, отдел Планетарий

## Никольский завод оптического стекла
В годы Великой Отечественной войны Изюмский завод оптического стекла эвакуируется в город Никольск Пензенской области, эвакуация в городе Изюме началась согласно постановлению № 681 от 16 сентября 1941 года ГКО СССР об утверждении плана эвакуации предприятий из города Харькова и Харьковской области. В городе Никольске Пензенской области во время эвакуации на заводе работали главным инженером завода — Бужинский Игорь Михайлович, главным технологом по стекловарению — Дёмкина Лидия Ивановна.

 При назначении Игоря Михайловича Бужинского в беседе с ним министр Дмитрий Федорович Устинов отметил, что Бужинский самый молодой главный инженер в оборонной промышленности, так же, как и Устинов самый молодой министр обороной промышленности. — Казанцева М.Н. Почетный гражданин города Лыткарино — Лыткарено: Лыткаринский историко-краеведческий музей, отдел Планетарий
В октябре 1941 года организация производства на новом месте началась с капитальной реконструкции производственных помещений на Никольском хрустальном заводе № 1, стекловаренных печей, печей отжига, горшкового производства. Для стекловарения использовалось местное сырьё Никольского хрустального завода № 1 и огнеупорная глина для стекловаренных горшков из поселка Огнеупорный Челябинской области на границе с Казахстаном.
В феврале 1942 года навар оптического стекла составил более 8 тонн, через два месяца в апреле 1942 года навар оптического стекла составил более 28 тонн, выработка оптического стекла более 28 тонн или более 28 горшковых варок каждый месяц поддерживалась на протяжении всего периода работы завода в эвакуации. Оптические заготовки поставлялись на Красногорский механический завод, который в эвакуации располагался в городе Новосибирске, в настоящее время Новосибирский приборостроительный завод, на Загорский оптико-механический завод, который в эвакуации располагался в городе Томске, на Казанский оптико-механический завод, многие другие заводы НКВ СССР и НКАП СССР.
К марту 1942 был налажен выпуск оптических деталей для биноклей, стереотруб, снайперских винтовок, прицелов для танков и пушек в количествах, удовлетворяющих полностью потребности армии. В апреле 1942 было выполнено специальное задание по изготовлению 17 тысяч призм (одна призма весила около 1 кг), предназначавшихся для оснащения танков «Т-34». В том же году награждён орденом Ленина. В марте 1943 удостоен Сталинской премии за выдающееся изобретение и коренное усовершенствование методов производства. В период войны неоднократно встречался с наркомом вооружения СССР Д. Ф. Устиновым.
После Великой Отечественной войны Изюмский завод оптического стекла из города Никольска Пензенской области не был разэвакуирован, на месте эвакуации завода был образован Никольский завод оптического стекла (НЗОС), в настоящее время завод «Красный Гигант». Тем не менее, в июле 1943 года согласно распоряжению № 3824 от 27 июля 1943 года ГКО СССР Загорский оптико-механический завод в городе Томске был разэвакуирован в город Сергиев Посад и частично разэвакуирован в город Изюм.

## Шотт Майнц в Германии
Согласно постановлению № 7590 от 25 февраля 1945 года ГКО СССР об особом комитете по организации вывоза с территории Германии промышленного оборудования, транспортных средств, сырья и готовой продукции. Бужинский И. М. был назначен руководителем группы ведущих специалистов отрасли, отправленных в Германию для демонтажа завода «Шотт Майнц». В связи с этим заданием ему пришлось побывать и на Лубянке.

 По воспоминаниям Бужинского И.М «работа была сложная и очень ответственная. Мне был предоставлен кабинет и персональный переводчик. Работал я сначала с руководящими специалистами доктором Коем и доктором Винклером. К сожалению, они не смогли дать какой-либо ответ не только сами, но и в виде предоставления технических отчетов по разработке интересующих меня стекол. Поэтому вся дальнейшая работа проводилась путём анализа первичной и рабочей технической документации, в ряде случаев с изготовлением испытательных образцов стекла с последующим отжигом стекла и сложными аналитическими измерениями в лаборатории». 
В 1947 году на заводы оптического стекла в город Изюм и город Лыткарино по репарации из Германии стали поступать промышленное оборудование, транспортные средства, сырье и готовая продукция. В 1947 году Бужинского И.М назначают в должности главного технолога по стекловарению на Лыткаринский завод оптического стекла.
Начиная с 1950 года на всех заводах оптического стекла, оптико-механических заводах и заводах оптического приборостроения работало около 300 немецких специалистов. Немецкие и иностранные специалисты распределялись управлением по делам военнопленных и интернированных (УПВИ) НКВД СССР из лагеря «Свободная Германия» в городе Красногорске Москвой области, из которого немецкие, румынские, японские пленные добровольно изъявляли желание работать на Красногорском, Загорском, Лыткаринском, Изюмском заводах и других заводах Наркомата вооружения и Наркомата авиационной промышленности.

## Лыткаринский завод оптического стекла
На Лыткаринском заводе оптического стекла И. М. Бужинский проработал полвека, сначала в должности главного технолога по стекловарению, затем на Лыткаринском заводе оптического стекла руководителем Специального конструкторско-технологического бюро (СКТБ). На производственных площадях Лыткаринского завода зеркальных отражателей из поступившего по репарации оборудования компании Шотт Майнц из Германии Бужинский И. М. построил новое производство, которое в настоящее время является широко известным Лыткаринским заводом оптического стекла.
Работая в должности главного технолога по стекловарению ЛЗОС, выполнял самую ответственную и сложную технологическую подготовку производства по подготовке производства кабины и иллюминаторов бомбардировщиков; защитных смотровых окон атомных реакторов и синхрофазотронов; по подготовке производства оптики для космических систем; по разработке и внедрению в производство получения новых оптических материалов стеклокерамики и крупногабаритных ситаллов; выполнил технологическую подготовку производства оптических элементов и оптических компонентов для лазеров; разработал конструкции для технологии изготовления оптических элементов из оптического стекловолокна; разработал различные устройства, приспособления и оснастки стеклоформующих машин для технологии шамотного и бесшамотного прессования оптического стекла; проводил технологическую подготовку производства оптического стекловарения в лабораторных опытных условиях и в условиях крупного индустриального промышленного оптического стекловарения с объёмом варочной зоны от нескольких литров до десятков кубометров.
Вспоминает Вадим Аркадьевич Арефьев, бывший главный технолог завода, начальник 14 Главного управления Миноборонпрома:
За пятнадцать лет моей работы на заводе под руководством Игоря Михайловича были разработаны технологии и освоено производство ситаллов, крупногабаритной оптики, изготовлено зеркало диаметром 6 метров для азимутального телескопа, лазерных стекол для квантовых генераторов, волоконной оптики, жидкой прессовки заготовок для оптических деталей кино- и фотоаппаратуры, бескислородных халькогенидных стекол, крупногабаритных объективов для космической разведки и многого другого.
Всемирная известность ЛЗОС связана с именем Бужинского Игоря Михайловича. На основании решения отделения общей физики и астрономии АН СССР от 11 марта 1979 года АН СССР Бужинскому И. М. присуждено звание доктора технических наук. Он автор 24 зарубежных патентов, 120 авторских свидетельств на изобретения, является автором-составителем каталога оптических стекол СССР-ГДР в соавторстве с Г. Т. Петровским, В. Н. Полухиным.
Под его руководством проводились работы:
- создание специальных стёкол для герметичного остекления самолётов-бомбардировщиков «Ту-4» и «Ил-28»;
- разработка технологий получений стёкол для атомных реакторов и синхрофазотронов;
- создание оптики для космических объективов;
- разработка технологии получения оптических заготовок для астрозеркал, в том числе для самого большого в Евразии зеркального телескопа диаметром 6 метров;
- создание технологии получения и разработка конструкции активных элементов для лазеров;
- разработка конструкций, технологии изготовления изделий различного назначения из оптического стекловолокна;
- получение нового материала — ситалла;
- разработка различных устройств и технологий для получения оптических заготовок из жидкой стекломассы методом формования и прессования;
- разработка конструкций различных устройств для варки стёкол с объёмом варочной зоны от нескольких литров до десятков кубометров.

## Преемственность

### Наставники
- Жуковский, Григорий Юльевич
- Дёмкина, Лидия Ивановна

### Ученики
- Герасимов В. М. — главный технолог оптического стекловарения на Лыткаринском заводе оптического стекла.
- Молев В. И. — главный инженер на Лыткаринском заводе оптического стекла.

## Семья и дети
- Бужинский Олег Игоревич — сын, родился в 1938 году, в 1959 году окончил оптико-механический факультет Московского военно-механического техникума, в 1965 году физико-энергетический факультет Московского инженерно-физического института, с 1997 года работает начальником лаборатории в Отделении физики токамаков-реакторов в ГНЦ РФ ТРИНИТИ.
- Банисова (Бужинская) Наталья Игоревна — дочь.

## Награды и премии
- два ордена Ленина;
- орден Октябрьской революции;
- два ордена Трудового Красного Знамени;
- орден Отечественной войны II степени;
- орден «Знак Почёта» (1939);
- Ленинская премия;
- Сталинская премия третьей степени (1943) — за разработку нового метода варки оптического стекла и получения из него оптических деталей;
- две Государственных премии СССР;
- медали;
- Почётный гражданин города Лыткарино (почётное звание присвоено посмертно решением Совета депутатов Лыткарино от 2.9.2009 № 734/70)[5].

## Память
- Памятная доска в Лыткарино на доме № 5 по улице Первомайской, где И. М. Бужинский проживал с 1947 по 1996 год[1].